# Capillipes
Capillipes is een geslacht van schimmels uit de orde Helotiales. De familie is nog niet eenduidig bepaald (Incertae sedis). De typesoort is Capillipes cavorum.

## Soorten
Volgens Index Fungorum telt dit geslacht twee soorten (peildatum maart 2022):
| Soortnaam             | Auteur(s) | Publicatiejaar |
| --------------------- | --------- | -------------- |
| Capillipes cavorum    | R. Sant.  | 1956           |
| Capillipes kalameesii | Raitv.    | 1972           |